# هارومفا
هارومفا (به مجاری:  Háromfa) یک منطقهٔ مسکونی در مجارستان است که در ناحیه نادی‌آتاد واقع شده‌است. هارومفا ۴۲٫۱۴ کیلومتر مربع مساحت و ۷۵۴ نفر جمعیت دارد.